# RDP Internacional
RDP Internacional (RDPi), também conhecida por Rádio Portugal, é uma estação de rádio portuguesa da rede RTP, disponível em todo o mundo. É um elo entre Portugal, as comunidades portuguesas, luso-descendentes e lusófonas em geral, espalhadas por todo o mundo.
Existe uma aposta considerável na informação, mas também no desporto (transmissão dos principais jogos de futebol de equipas portuguesas), além de programas dedicados ao fado, à língua e à cultura portuguesa. A RDPI pode ser escutada via satélite, Internet, DAB, FM e até 2011 em onda curta. A captação da rádio depende da localização e possibilidades tecnológicas do receptor. As emissões da RDPI via satélite e Internet poderão ser acedidas em qualquer parte do mundo. No entanto, dado que muitos ouvintes não podem usufruir de tais emissões, por razões económicas ou tecnológicas, a RDPI podia, até 2011 ser escutada em onda curta em vários pontos do globo e em frequência modulada (FM) nos 105,3 MHz, em Timor-Leste, através de emissor instalado na capital do país, Dili.
As emissões da RDPI em onda curta eram irradiadas a partir do CEOC - Centro Emissor de Onda Curta da RDP, também conhecido por São Gabriel, próximo de Pegões. Estas emissões, transmitidas em seis azimutes, servem a Europa Central, África, África Ocidental e Brasil, América do Norte, Médio Oriente e Índia, além da Venezuela. A RDPI também utilizava o centro emissor da Deutsche Welle em Sines, o que reforça a recepção da rádio na Europa Central.
Desde 2010 e até finais de 2012, a RTP, graças à parceria com a Deutsche Welle, da Alemanha, passou a emitir a título experimental a RDPI aos fins de semana para a Europa em modo digital DRM (Digital Radio Mondiale), a partir de Sines.
Há mais de duas décadas, a RDPI realiza uma festa anual nos meses de Julho ou Agosto, com vista a reunir parte do seu público-alvo prioritário, os emigrantes que, em grande número, nos meses de verão, regressam a Portugal para um período de férias junto da família e amigos. Esse é um momento privilegiado de interacção entre o vasto auditório da RDPI e o pessoal que concretiza as suas emissões em  cada dia.

## História
A RDP Internacional (RDPI) é herdeira do Serviço de Ondas Curtas da ex-Emissora Nacional. Emissora Nacional que, no segundo semestre de 1975, foi extinta para passar a integrar a RDP - Radiodifusão Portuguesa, designação adoptada para a primitiva emissora juntamente com um grupo de rádios privadas entretanto nacionalizadas. Desse grupo sobressaía o Rádio Clube Português.
A Emissora Nacional foi oficialmente inaugurada em 1935 e um ano depois, era institucionalizado o serviço de ondas curtas. Destinou-se a servir, numa primeira fase, os pescadores da frota bacalhoeira nos mares da Terra Nova. Cedo, porém, passou três anos depois a ser  utilizado para levar informação, música e, em geral, conteúdos em português aos residentes nas antigas colónias.
Com a designação de Emissora Nacional de Radiodifusão, usualmente Emissora Nacional, a rádio detida pelo Estado foi oficialmente inaugurada a 4 de Agosto de 1935. Contudo, o primeiro passo para a sua constituição surge em 1930, através de um decreto que criou, na dependência dos CTT, a Direcção dos Serviços Radio eléctricos. Em simultâneo, eram adquiridos os primeiros emissores de onda média e onda curta em Portugal.
Em 1932, realizaram-se as primeiras emissões experimentais em onda média e em 1934 o mesmo aconteceu relativamente à onda curta. Esta última assumiu-se desde logo como uma das vocações naturais da jovem estação emissora. A sua capacidade de emissão era alargada para atingir a diáspora portuguesa. Data dessa altura o lançamento de um programa de referência - a "Hora da Saudade" - destinado aos emigrantes no continente americano e aos homens da frota bacalhoeira. Em 2004, a RDP fundiu-se com a RTP - Radiotelevisão Portuguesa: cria-se a Rádio e Televisão de Portugal (RTP). Em 1934, os primeiros estúdios da extinta Emissora Nacional eram transferidos de Barcarena para a Rua do Quelhas, em Lisboa. Aí também funcionava o Serviço de Ondas Curtas, até à constituição da RDP Internacional.
A RDPI, herdeira do Serviço de Ondas Curtas da ex-Emissora Nacional, teve como primeiro director Garcia Marques de Freitas, que liderou em 1986 o lançamento do canal internacional com autonomia no seio da RDP. Um ano depois essa autonomia foi atestada pela Ordem de Serviço Série A Nº 9/87, assinada pelo Conselho de Administração da Radiodifusão Portuguesa E.P. Desde cedo, o serviço internacional da RDP, mais tarde designado por RDP Internacional, começou a ser parcialmente retransmitido localmente em cidades da Europa, Canadá e Estados Unidos e Austrália, por rádios portuguesas da diáspora. Estas rádios utilizam como suporte de difusão a frequência modulada (FM) e as redes de cabo.
Primeiro o Serviço de Ondas Curtas e a sua herdeira - RDP Internacional - lançaram um conjunto de curtas emissões (de cerca de meia hora cada) em Inglês, Francês, Alemão e Italiano. Essas emissões em línguas estrangeiras, que cessaram por completo em 1995, visavam afirmar as posições de Portugal na cena internacional e romper parte do isolamento a que o regime do Estado Novo tinha conduzido o país.
No final dos anos 1980 e início dos 1990, a RDPI começa a poder ser sintonizada em FM em alguns dos chamados PALOP (países africanos de língua portuguesa) onde, entretanto, estava a ser instalada uma rede de emissores. Rede essa que retransmitia especialmente o Canal África da RDPI (emissão concebida para os países lusófonos de África).
Quando essa rede de emissores de FM estava praticamente completa em todos os PALOP (à excepção de Angola, por impedimento legal), a RDP E.P. lançou um canal autónomo, específico para essa emissão - RDP África. Este não pôde adoptar o nome Canal África, devido à existência duma rádio com tal designação, na África do Sul.
A partir de Janeiro de 1994 e até 2002 a RDPI emitiu um programa bilingue, em Português e Tetum, destinado a reforçar a luta diplomática de Portugal e da comunidade internacional em prol do reconhecimento do direito da ex-colónia de Timor-Leste à autodeterminação e independência.
A medalha de mérito das Comunidades Portuguesas foi atribuída ao Programa «Clube da Amizade» da RDP Internacional por ocasião do seu 25.º aniversário pelo Governo da República Portuguesa em 10 de Abril de 1998 por decisão do então secretário de Estado das Comunidades Portuguesas, Engº José Lello e, no 1.º trimestre de 2014, a informação (jornal) da RDP Internacional foi distinguida com a medalha de mérito da CPCCRD - Confederação Portuguesa das Coletividades de Cultura, Recreio e Desporto, por ocasião dos 90 anosda instituição e dos 40 anos da revolução de 25 de abril 1974.
Hoje em dia, a vocação do primeiro canal internacional da RDP mantém-se: A RDPI continua a afirmar-se como elo essencial de ligação entre Portugal e as comunidades portuguesas no estrangeiro. Nesse âmbito sobressai o seu papel de levar a voz do país até junto dos militares portugueses que integram missões internacionais em vários teatros de conflito (em África, Bósnia, Kosovo e Líbano).
Actualmente, com a criação da Rádio e Televisão de Portugal, SA, todos os canais da RDP e RTP partilham instalações e serviços na nova sede conjunta da Avenida Marechal Gomes da Costa, em Lisboa, e em algumas delegações regionais.